# Drosera brevicornis
Drosera brevicornis es una pequeña especie de planta perenne perteneciente al género de plantas carnívoras Drosera. Es originaria de Australia.

## Descripción
Es una planta perenne herbácea, con rosetas basales individuales y una fibrosa raíz. Las hojas se encuentran en el suelo, los pecíolos son lanceoladas de 15-20 mm de largo, 1,5 a 3 en la base y en la base de la lámina de la hoja 0,9 a 2 mm de ancho, un poco en la parte superior y en la parte inferior densamente peluda. Las láminas foliares son redondas  de 4-5 mm de largo y 4-5 mm de ancho, la parte superior e inferior están cubiertas de pelo denso.
El tiempo de floración es entre marzo y abril. Las  inflorescencia son de 30 a 40 cm de largo y tienen un grupo de 25 o más flores, la flor  de 2 a 3 milímetros de largo. 

## Distribución y hábitat
Es endémica del Territorio del Norte y Australia Occidental, donde crece en las laderas de grava y produce flores de color rosa o blanco en marzo y abril. 

## Taxonomía
Fue descrita por primera vez por Allen Lowrie en 1996, aunque las muestras se habían recogido antes de 1961 y publicado en Nuytsia 11: 56. 1996.
Etimología
Drosera: tanto su nombre científico –derivado del griego δρόσος [drosos]: "rocío, gotas de rocío"– como el nombre vulgar –rocío del sol, que deriva del latín ros solis: "rocío del sol"– hacen referencia a las brillantes gotas de mucílago que aparecen en el extremo de cada hoja, y que recuerdan al rocío de la mañana.
brevicornis: epíteto latino que significa "cuernos cortos" y se refiere a una proyección en forma de cuerno por encima de la anteras. Está estrechamente relacionada con Drosera fulva.